# Portadown FC
Portadown FC este o echipă de fotbal din Portadown, Comitatul Armagh, Irlanda de Nord.

## Palmares
- IFA Premiership: 4
  - 1989/90, 1990/91, 1995/96, 2001/02
- Cupa Irlandei: 3
  - 1990/91, 1998/99, 2004/05
- Irish Football League Cup: 2
  - 1995/96, 2008/09
- Gold Cup: 6
  - 1933/34, 1937/38, 1952/53, 1971/72, 1978/79, 1992/93
- Ulster Cup: 2
  - 1990/91, 1995/96
- Floodlit Cup: 3
  - 1990/91, 1992/93, 1994/95
- Texaco (All-Ireland) Cup: 1
  - 1973/74
- Tyler Cup: 1
  - 1977/78
- Mid Ulster: 21
  - 1898/99, 1899/00, 1902/03, 1905/06, 1907/08, 1909/10, 1931/32, 1933/34, 1960/61†, 1962/63†, 1964/65†, 1969/70†, 1980/81, 1981/82, 1982/83, 1992/93, 1993/94, 1994/95, 1997/98, 2001/02, 2002/03
- IFA Championship: 1
  - 2008/09
- George Wilson Cup: 1
  - 1996/97†
- Bob Radcliffe Cup: 2
  - 1982/83†, 1983/84†
- Irish Junior Cup: 1
  - 1898/9

## Lotul sezonului 2009-2010
| Nr. |                 | Poziție | Jucător          |
| --- | --------------- | ------- | ---------------- |
| 1   | Irlanda de Nord | P       | David Miskelly   |
| 2   | Irlanda de Nord | F       | Keith O'Hara     |
| 3   | Irlanda de Nord | F       | Ross Redman      |
| 4   | Irlanda de Nord | M       | Richard Clarke   |
| 5   | Irlanda de Nord | F       | John Convery     |
| 6   | Irlanda de Nord | F       | Darren Kelly     |
| 7   | Irlanda de Nord | M       | Wesley Boyle     |
| 8   | Irlanda de Nord | M       | Ryan McCluskey   |
| 9   | Irlanda de Nord | A       | Neil Teggart     |
| 10  | Irlanda de Nord | A       | Kevin Braniff    |
| 11  | Irlanda de Nord | M       | Tim Mouncey      |
| 12  | Irlanda de Nord | M       | David McCullough |

| Nr. |                 | Poziție | Jucător         |
| --- | --------------- | ------- | --------------- |
| 13  | Irlanda de Nord | P       | Neil Armstrong  |
| 14  | Irlanda de Nord | M       | Alan Teggart    |
| 15  | Scoția          | A       | Gary McCutcheon |
| 16  | Irlanda de Nord | F       | Chris Coleman   |
| 17  | Irlanda de Nord | A       | Aaron Haire     |
| 18  | Irlanda de Nord | A       | Jordan Baker    |
| 19  | Irlanda de Nord | F       | Andrew Hunter   |
| 20  | Irlanda de Nord | M       | Owen Morrison   |
| 21  | Irlanda de Nord | A       | Richard Lecky   |
| 22  | Irlanda de Nord | M       | Johnny Topley   |
| 24  | Scoția          | M       | Sean Mackle     |
|     | Irlanda de Nord | F       | Gareth Porter   |

## Jucători importanți
- Vinny Arkins
- Dave Clements
- Stevie Cowan
- Brendan Devenney
- Sandy Fraser
- Gary Hamilton
- Garry Haylock
- Mickey Keenan
- Philip Major
- John McClelland
- Pat McGibbon
- Kevin Pressman
- Allan Smart
- Brian Strain
- Peter Kennedy
- Wilbur Cush
- Alfie Stewart